# Balassagyarmat
Balassagyarmat là một thành phố thuộc hạt Nógrád, Hungary. Thành phố này có diện tích 23,74 km², dân số năm 2010 là 16520 người, mật độ 696 người/km².